# Arthur Rinderknech
Arthur Rinderknech (ur. 23 lipca 1995 w Gassin) – francuski tenisista.

## Kariera tenisowa
W grze pojedynczej jest finalistą jednego turnieju cyklu ATP Tour. Podczas swojej kariery zwyciężył też w pięciu singlowych oraz dwóch deblowych turniejach rangi ATP Challenger Tour. Ponadto wygrał pięć singlowych i dwa deblowe turnieje rangi ITF.
W 2018 roku, startując w parze z Florianem Lakatem, zadebiutował w turnieju wielkoszlemowym w grze podwójnej podczas French Open.
W 2020 roku podczas French Open zadebiutował w turnieju głównym Wielkiego Szlema w grze pojedynczej. Startując z dziką kartą, przegrał w pierwszej rundzie turnieju z Aljažem Bedene.
W rankingu gry pojedynczej najwyżej był na 42. miejscu (31 października 2022), a w klasyfikacji gry podwójnej na 124. pozycji (8 listopada 2021).

### Finały w turniejach ATP Tour
| Legenda                                      |
| -------------------------------------------- |
| Wielki Szlem                                 |
| Igrzyska olimpijskie                         |
| Tennis Masters Cup / ATP Finals              |
| ATP Masters Series / ATP Tour Masters 1000   |
| ATP International Series Gold / ATP Tour 500 |
| ATP International Series / ATP Tour 250      |

#### Gra pojedyncza (0–1)
| Końcowy wynik | Nr | Data             | Turniej  | Nawierzchnia | Przeciwnik         | Wynik finału        |
| ------------- | -- | ---------------- | -------- | ------------ | ------------------ | ------------------- |
| Finalista     | 1. | 15 stycznia 2022 | Adelaide | Twarda       | Thanasi Kokkinakis | 7:6(6), 6:7(5), 3:6 |

#### Gra podwójna (0–1)
| Końcowy wynik | Nr | Data             | Turniej | Nawierzchnia  | Partner  | Przeciwnicy                  | Wynik finału |
| ------------- | -- | ---------------- | ------- | ------------- | -------- | ---------------------------- | ------------ |
| Finalista     | 2. | 26 września 2021 | Metz    | Twarda (hala) | Hugo Nys | Hubert Hurkacz Jan Zieliński | 5:7, 3:6     |

### Zwycięstwa w turniejach ATP Challenger Tour

#### Gra pojedyncza
| Końcowy wynik | Nr | Data             | Turniej | Nawierzchnia  | Przeciwnik                 | Wynik finału        |
| ------------- | -- | ---------------- | ------- | ------------- | -------------------------- | ------------------- |
| Zwycięzca     | 1. | 26 stycznia 2020 | Rennes  | Twarda (hala) | James Ward                 | 7:5, 6:4            |
| Zwycięzca     | 2. | 1 marca 2020     | Calgary | Twarda (hala) | Maxime Cressy              | 3:6, 7:6(5), 6:4    |
| Zwycięzca     | 3. | 24 stycznia 2021 | Stambuł | Twarda (hala) | Benjamin Bonzi             | 4:6, 7:6(1), 7:6(3) |
| Zwycięzca     | 4. | 5 czerwca 2022   | Poznań  | Ceglana       | Marcelo Tomás Barrios Vera | 6:3, 7:6(2)         |
| Zwycięzca     | 5. | 30 lipca 2023    | Zug     | Ceglana       | Joris De Loore             | 3:6, 6:3, 6:4       |

#### Gra podwójna
| Końcowy wynik | Nr | Data             | Turniej       | Nawierzchnia  | Partner               | Przeciwnicy                          | Wynik finału   |
| ------------- | -- | ---------------- | ------------- | ------------- | --------------------- | ------------------------------------ | -------------- |
| Zwycięzca     | 1. | 23 lutego 2020   | Drummondville | Twarda (hala) | Manuel Guinard        | Roberto Cid Subervi Gonçalo Oliveira | 7:6(4), 7:6(3) |
| Zwycięzca     | 2. | 23 sierpnia 2020 | Praga         | Ceglana       | Pierre-Hugues Herbert | Zdeněk Kolář Lukáš Rosol             | 6:3, 6:4       |